# Kopje van Bloemendaal
Het Kopje van Bloemendaal is een 43 meter hoge duintop in Bloemendaal. Bovenop bevindt zich een uitzichtpunt met een stenen tableau waarop 51 meter als hoogte staat gegraveerd. Haarlem is vanuit de uitzichttoren goed te zien en de zee ook, maar anno 2015 benemen bomen het uitzicht op IJmuiden en Amsterdam bijna volledig. Het Kopje grenst aan de Kennemerduinen en wandelpark Caprera.
Op het duin zijn een restaurant, een pannenkoekenhuis en een wandelpark met openluchttheater. Sportpark 't Kopje is de accommodatie van HC Bloemendaal dat is gelegen aan de voet er van.

## Geschiedenis
Het uitzichtduin werd eind negentiende eeuw aangelegd. Na een bezoek in 1894 van de toenmalige koninin Wilhelmina kreeg het de naam Wilhelminaduin. In 1908 werd het duin verhoogd en er kwam ook een oriëntatietafel geschonken door 'Bloemendaal's bloei.' In de volksmond kreeg het duin de naam 'Kopje van Bloemendaal'. Dit refereerde aan de kopjes (heuvels) in Zuid-Afrika die een grote rol speelden in de strijd van de Boeren daar. In Nederland was voor die oorlog tegen de Engelsen veel belangstelling. Het wandelgedeelte bij het Kopje bleef Wilhelminapark heten.
In de Tweede Wereldoorlog is door de Duitsers van het uitzichtpunt een in een betonnen toren ondergebrachte waarnemingspost gemaakt. In 1946 werd die bunker in gebruik genomen als uitkijktoren voor het publiek. Het bouwwerk is in 2008 volledig gerestaureerd. Het object staat op de gemeentelijke monumentenlijst.

## Brievenbus
De weg naar het uitzichtpunt is vanwege de klim een populaire route voor wielrenners. De hoogte van het duin wordt sinds 2018 aangegeven op een door de Gemeente Bloemendaal aangebrachte verwijzing. Traditioneel gebruikten wielrenners de aanwezige brievenbus als markering. Tim Krabbé beschreef dat in zijn bundel 43 wielerverhalen. De bus werd echter in 2018 weggehaald. In 2019 zorgden de gemeente Bloemendaal en PostNL voor een nieuwe markering. Deze bestaat uit de afbeelding van een brievenbus op ware grootte met daarop een eerbetoon aan Gerrie Knetemann, de 'Koning van 't Kopje'. De onthulling geschiedde door zijn weduwe Gré Knetemann en wielerjournalist Thijs Zonneveld.

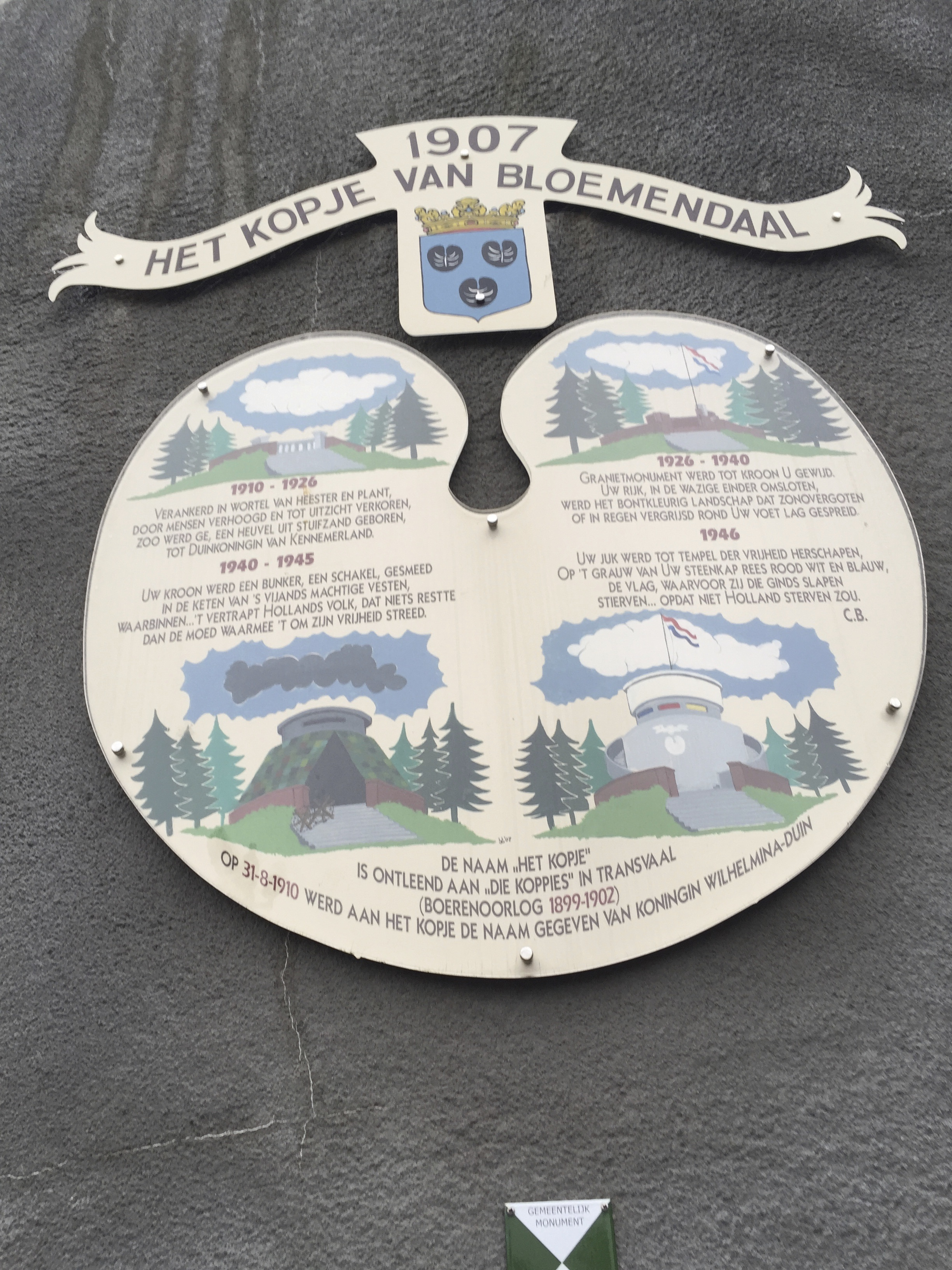
Informatiebord op de uitkijktoren
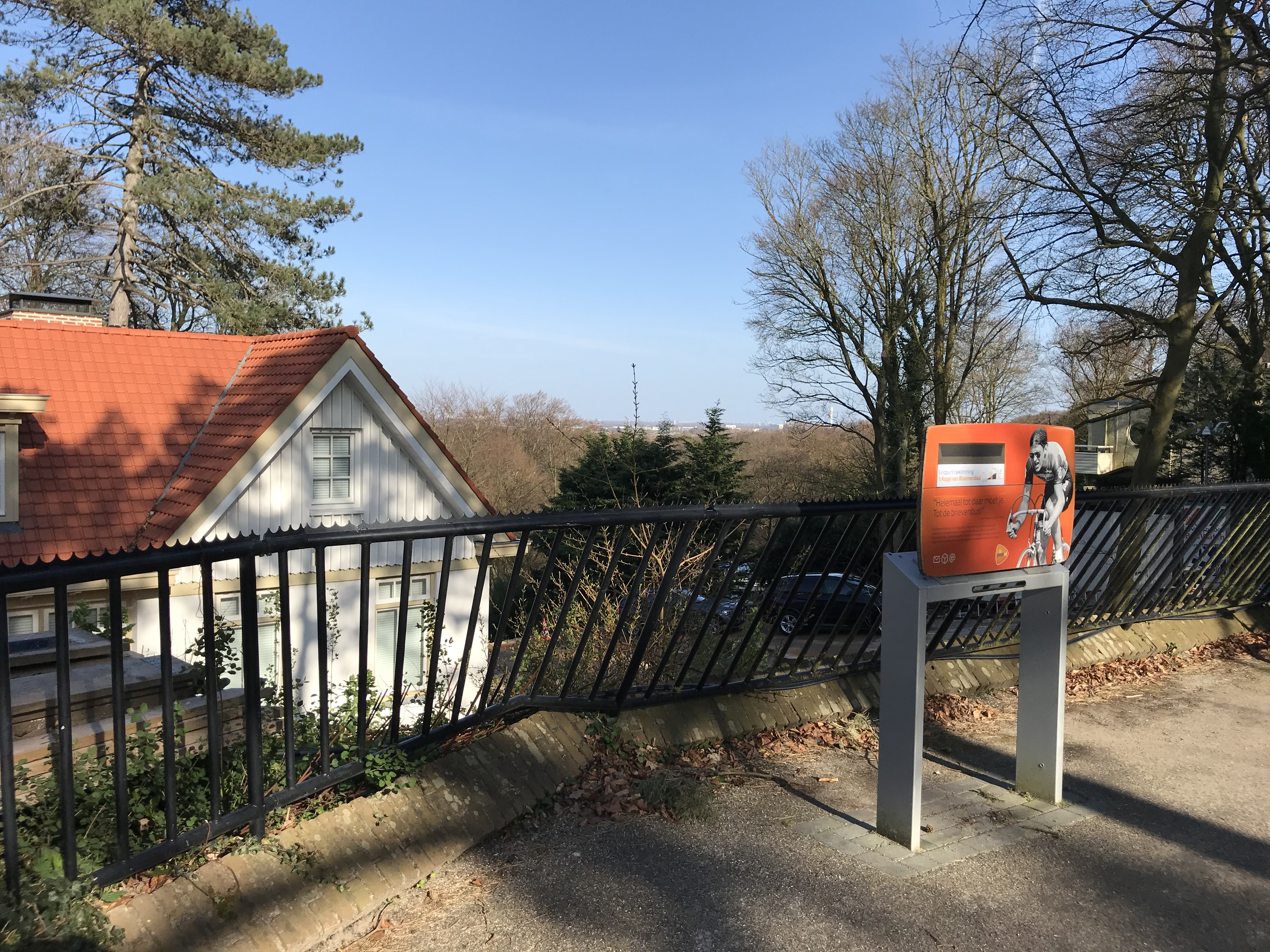
Het bord ter herinnering aan de brievenbus en Knetemann; "Helemaal tot daar moet je. Tot de Brievenbus."